# シブトラミン
シブトラミン（Sibutramine、ジブトラミンとも）は、いわゆる痩せ薬のひとつ。
日本では、エーザイにより2007年に医薬品製造販売承認が申請され、2009年9月26日に却下された。重篤な健康被害が報告され、2010年には米国およびヨーロッパにおいて販売は中止された。
販売されていた当時の名は、アメリカでメリディア (Meridia) 、オーストラリアでリダクティル (Reductil)。

## 用法
通常は塩酸塩である塩酸シブトラミンの形で使用される。
本薬は中枢神経系に作用することと、安全性の項に詳述したとおり、肝機能障害や高血圧等の循環器系に関連する有害事象が発現する可能性があることに鑑みると、安易な服用は避けるべきである。また、日本において医薬品製造販売承認を取得していないため、医薬品副作用被害救済制度の適用対象にはならない。

## 作用機序および有効性
脳内の神経細胞によるセロトニンおよびノルアドレナリンの取り込みを阻害する、SNRIである。ただし、通常のSNRIとしての効果は有しておらず、抗うつ薬として処方されることはない。
本薬の添付文書によると、食事療法とともに本薬を半年間継続的に服用（10-15mg/日）することで、約6kgから10kg弱の体重減少が観察されることが報告されている。なお、プラセボ群でも約1kgから約5kgの体重減少が観察されている。また、健康人、2型糖尿病患者、高血圧患者（ただし、病態が安定した患者）を対象とした臨床試験（5-20mg/日 投与）の結果、数%から10%以上の体重減少が観察されている。ただし、これらの臨床試験は、いずれもBMIが32以上、かつ体重が87 kg以上の肥満人を対象としたものであることに注意されたい。

## 安全性
シブトラミンはその薬理作用の関係で、モノアミン酸化酵素阻害薬のような、セロトニンの分解を阻害する薬物との併用は禁忌である。また、本薬はSNRIであること踏まえると、SSRIなどの神経細胞のセロトニンを再取り込みを阻害する薬物や、SNRIとの併用も警戒を要する。したがって、うつ病のような、これら薬物の投与を受けている可能性がある疾患を抱えている人は、医師に相談した上で使用の可否を考える必要がある。なお、Meridiaの製造販売元であるアボット・ラボラトリーズ社は、本薬の添付文書において、摂食障害の人や他の中枢神経に作用する痩せ薬（フェンフルラミンやリモナバンなど）、モノアミン酸化酵素阻害薬との併用は禁忌である旨記述している。また、緑内障患者も禁忌である。さらに、シブトラミンの投与による高血圧、肺高血圧や心拍数上昇が発現することも注意喚起されており、循環器系に係わる基礎疾患を有する人は、服用前に医師に相談するのが望ましい。その他の有害事象としては、口渇がある。

### 市販後調査について
2007年7月26日、フランスの医薬品当局であるAFSSAPSは、シブトラミンに関連した有害事象（心血管副作用）が効能を上回る問題であるとして、シブトラミン配合製剤の輸入、調合、処方、投薬を全て禁じた（ただし承認済みの製剤を除く）。
2007年10月9日、カナダの政府機関であるHealth Canadaは、2001年6月1日から2007年5月31日までの本薬の市販後調査結果を公表し、シブトラミン服用者に65件の有害事象が発生したことを明らかにした。うち13件では少なくとも1以上の禁忌事項に該当していた。以下にそれらの事例を紹介する。
- 服用開始2日後の致死的心室細動（当該患者は心筋梗塞の既往があり、フルオキセチンを服用していた）が1例
- 服用開始21日後の非ST上昇型心筋梗塞（当該患者は心筋梗塞の既往あり）が1例
- 心血管性の有害事象（例: 高血圧、動悸、頻脈）を伴うセロトニン症候群が3例（いずれの患者もSSRIを同時服用していた）
- 不整脈が5例（いずれの患者も不整脈の既往があった）
- カナダ国内では未認可の薬と同時にシブトラミンを3日間で10カプセル服用（用法および用量は1日1カプセルである）し、頻脈および錯乱が1例
- 術前にシブトラミンを服用しており、外科手術後の不安定高血圧状態で、手術2日後にシブトラミンの服用を再開し、高血圧、頭痛、脳浮腫を発生が1例
- 服用開始後10日間の硝子体出血（当該患者はパロキセチンとブプロピオンをシブトラミン服用前日まで服用）が1例

2010年1月22日、欧州医薬品庁（EMEA：European Medicines Agency）は、抗肥満薬シブトラミン塩酸塩水和物（商品名　Meridia　など）について、心臓発作などの心臓血管病のリスクがベネフィットを上回るとして、使用の中止を勧告。
2010年10月30日、中国の政府機関である国家食品薬品監督管理局はシブトラミン製剤と原料薬の中国での製造、販売及び使用を停止すると決定。

## いわゆるジェネリック薬
Leptos（レプトス）、Obestat（オベスタット）、Sibutrex（シブトレックス）、曲美などの存在が知られている。
なお、ここで言われるジェネリック薬とは、日本国内で通常使用される後発医薬品とは意味が異なることに注意されたい。

## 違法な配合
中国製、ベトナム製などのやせ薬に、未許可で配合されている例がある。香港衛生署は2010年6月7日，香港でサンプリング購入したやせ薬「繊婷II（桜花精油減肥カプセル）」、「繊婷III（桜花精油減肥カプセル）」、「スリム・ストーリー　痩身の語III」、「婷美丽人」からシブトラミンを検出し、市民に対して購入や使用の中止を呼びかけた。東京都は2025年2月14日、ベトナム製の「Tokiスリミング」からシブトラミンを検出し、直ちに使用を中止するよう発表した。

## 日本国内での現状
無許可医薬品であるのに、サプリメントであるという宣伝がしばしばなされ、ダイエット健康食品とし流通している実態がある。